# Sileu

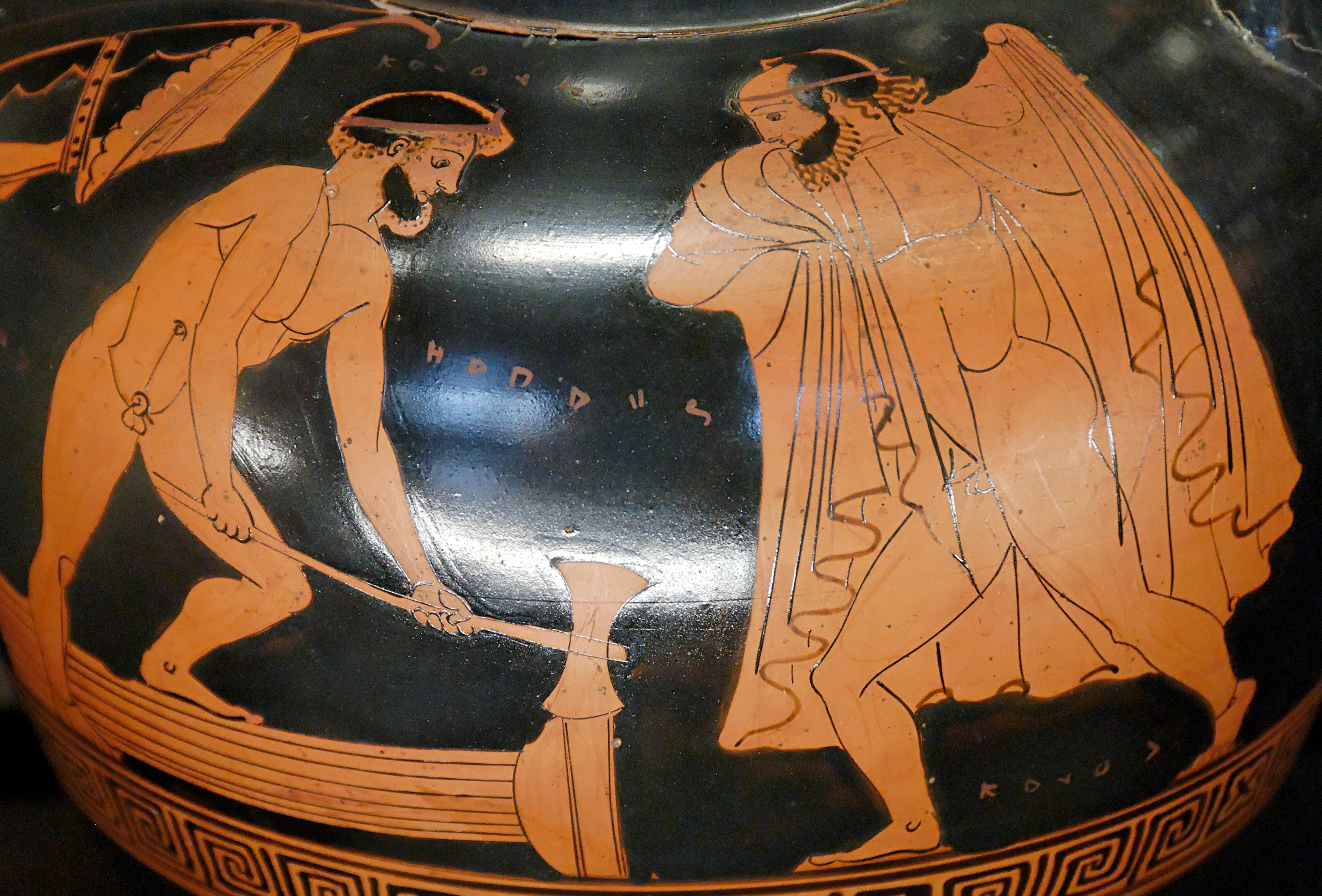
Hèracles i Sileu Louvre G210 n2

Sileu (en grec antic Συλεύς), va ser, segons la mitologia grega, un personatge del cercle d'Hèracles.
Mentre Hèracles va ser esclau a la cort d'Òmfale, va dur a terme diversos treballs manats per la reina, entre els quals hi havia el càstig de Sileu. Aquest personatge tenia una vinya, i aturava els viatgers i els obligava a treballar-hi abans de matar-los. Hèracles va entrar al seu servei i en lloc de conrear la vinya la va arrencar, cometent tota mena d'excessos. Després, amb un cop d'aixada, va matar Sileu. Pel que fa a la regió on vivia Sileu, es diu de vegades que era Lídia. Altres vegades Àulida, i també les Termòpiles. Finalment també s'anomenava el mont Pelió, a Tessàlia.
Segons una tradició, Sileu tenia un germà que es deia Diceu (el Just), que tenia un caràcter d'acord amb el seu nom. Tots dos eren fills de Posidó, i vivien a Tessàlia, als peus del mont Pelió. Després de matar Sileu, Hèracles va ser acollit per Diceu a casa seva, on l'heroi va veure la filla de Sileu que s'havia criat amb el seu oncle. Hèracles es va enamorar d'ella i la va prendre per esposa. Després l'heroi va marxar, i la jove, que no podia estar sense la presència del seu estimat, va morir. Quan Hèracles va tornar, tal com li havia promès, va voler llançar-se, desesperat, a la pira de la seva esposa. Va costar molt evitar-ho.